# Georg Ernst Menges
Georg Ernst Menges (* im 19. Jahrhundert in Beerfelden im Odenwaldkreis; † 16. August 1905 in Homburg vor der Höhe) war ein deutscher Kaufmann und Beigeordneter sowie Mitglied des Nassauischen Kommunallandtags für den Regierungsbezirk Wiesbaden.

## Leben
Georg Menges war ein Sohn des Kaufmanns Johann Georg Menges und dessen Ehefrau Marie Sophie Scior.
Er war als Kaufmann tätig, engagierte sich in der Kommunalpolitik und war von 1865 bis 1876 Mitglied des Gemeinderates in Homburg vor der Höhe.
Im März 1876 zum ehrenamtlichen Beigeordneten der Stadt ernannt, trat er 1890 von diesem Amt zurück, nachdem in der Öffentlichkeit Kritik an seiner Amtsführung laut geworden war.
Von 1880 bis 1882 hatte er ein Mandat für die Nassauischen Kommunallandtag des preußischen Regierungsbezirks Wiesbaden. 1880 vertrat er Paul Baudevin und 1881/1882 Ludwig Stumpff in dem Parlament, wo er Mitglied des Eingabenausschusses war.

### Familie
Menges war mit Eva Weigand (1831–1911) verheiratet. Aus der Ehe sind die Kinder Katharina (* 1857, oo Kaufmann Rudolph Mulder) und Georg Ernst August (1859–1940, Kaufmann, oo 1907 Lina Bieler  (* 1873)) hervorgegangen.